# ネフェルティティ (マイルス・デイヴィスのアルバム)
『ネフェルティティ』（Nefertiti）は、ジャズ・トランペット奏者マイルス・デイヴィスが1967年に制作・発表したアルバム。現行のリマスターCDには、別テイクが4トラック追加されている。

## 解説
本作は、いわゆる第2期クインテットで制作したアルバムの一つで、また、マイルスの生涯において最後の、アコースティック楽器のみで演奏されたアルバムでもある。レコーディング時期が『ソーサラー』のレコーディング時期とも近いため、『ソーサラー』とは姉妹作的関係にある。
ウェイン・ショーターが作曲面で大きく貢献し、マイルスは後年、「人々が作曲家としてのウェインの凄さに本当に気付き始めたのも『ネフェルティティ』からだった」と述懐している。ハービー・ハンコック作の「ライオット」は、ハービーがブルーノートから発表したアルバム『スピーク・ライク・ア・チャイルド』にも、異なるアレンジで収録された。また、ウェイン作曲の「ピノキオ」も後にウェザー・リポートやV.S.O.P.クインテットなどで再演されている。
その後マイルスは、ハービーにエレクトリックピアノを、ロン・カーターにエレクトリックベースを弾くように指示し、エレクトリック・ジャズ・アルバム『マイルス・イン・ザ・スカイ』を制作。

## エピソード
表題曲「ネフェルティティ」はフロント奏者であるマイルス、ウェインが全くソロを取らず、同じメロディを繰り返す曲として知られる曲であるが、この曲のレコーディング時の1発目の演奏が非常に素晴らしいものであったのにもかかわらず、プロデューサーであるテオ・マセロが録音をしておらず、結局アルバムに収録されたのは意図的に1発目の演奏の再現を試みたものであった。これを反省したマイルスは、これ以後のレコーディングからレコーディング時のセッションを全て録音する様になり、それが後の「セッション音源をテオが編集し完成させる」というスタイルに繋がっていく。

## 収録曲
7.-10.はボーナス・トラック。
1. ネフェルティティ - Nefertiti（Wayne Shorter）
2. フォール - Fall（W. Shorter）
3. ハンド・ジャイヴ - Hand Jive（Tony Williams）
4. マッドネス - Madness（Herbie Hancock）
5. ライオット - Riot（H. Hancock）
6. ピノキオ - Pinocchio（W. Shorter）
7. ハンド・ジャイヴ（別テイク1）
8. ハンド・ジャイヴ（別テイク2）
9. マッドネス（別テイク）
10. ピノキオ（別テイク）

## 演奏メンバー
- マイルス・デイヴィス - トランペット
- ウェイン・ショーター - テナー・サックス
- ハービー・ハンコック - ピアノ
- ロン・カーター - ベース
- トニー・ウィリアムス - ドラム